# 산업

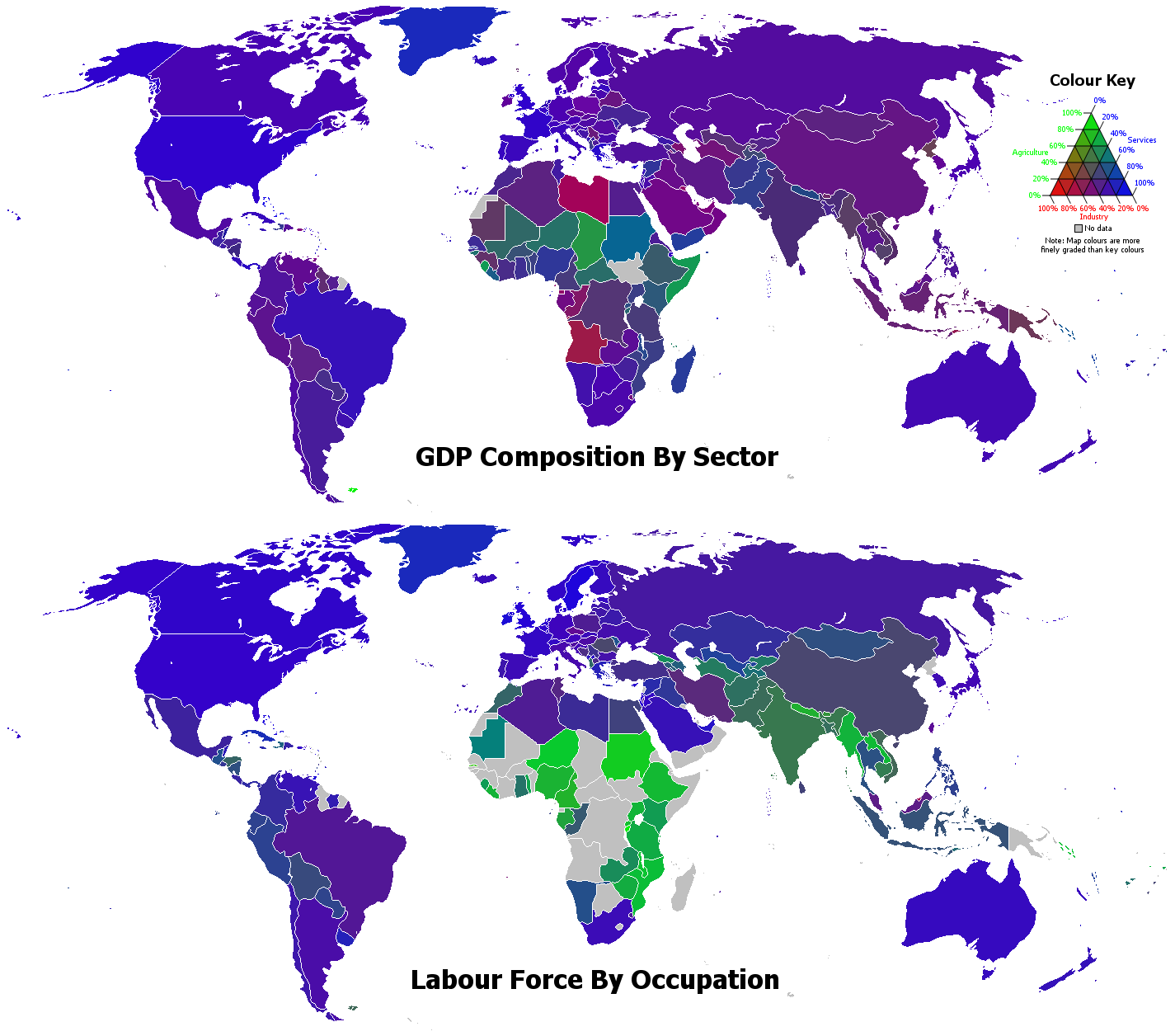
위: 산업구조 붉은색이 강할수록 공업이, 녹색이 강할수록 농업이, 푸른색이 강할수록 서비스 산업이 우세인 국가이다.
아래: 나라별 노동 생산력

산업(産業) 또는 인더스트리(영어: Industry)은 인간의 생활을 경제적으로 풍요롭게 하기 위하여 재화나 서비스를 생산하는 활동이다. 또, 산업은 재화를 생산하는 경제 활동 조직이다. 생산하는 재화의 종류에 따라 산업의 종류를 분류할 수 있다. 산업계에는 여러 가지 업종이 있다. 이들 각각의 업종에는 업종별 특성이 있다. 같은 기업경영체에도 그 소속 업종이 다르면 그 자체에 여러 가지 다른 점이 있다. 그래서 업종이 어떤 것이냐에 따라 기업경영체로서의 특성이 있게 되고, 경영관리나 연구방법, 또는 관리방법의 종류나 이용방법에 있어서도 업종간에 여러 가지 특색이 있게 된다.

## 역사
선사 시대 이래 인간은 필요한 물건을 생산하여 왔다. 근대적 의미의 산업은 유럽의 산업 혁명 이후 나타났다. 근대 산업의 특징은 상품의 대량 생산을 특징으로 한다.

## 산업구조와 산업구조의 분류
한 나라의 국민경제를 구성하고 있는 각 산업의 상대적 중요성을 산업구조라고 한다. 좁은 의미로 산업구조를 해석할 때에는 산업의 생산력구조를 뜻하게 되나, 넓은 의미로서는 산업의 존재양식 내지 그 상태를 의미하기도 한다. 따라서 넓은 의미의 산업구조는 문제의식에 따라 산업의 국제적인 구조, 생산력구조, 경영적 구조, 국가방위적 구조 등의 개념으로 파악할 수 있다. 이러한 개념에 따라 산업은 국내산업군과 무역산업군, 생산재산업군과 소비재산업군, 평화산업군과 군사산업군 등으로 분류한다. 산업구조는 경제진보에 따라 그 변화해 가는 관계를 역사적 또는 국제적 비교를 통해 실증적으로 고찰할 때 보다 더 큰 의의를 갖는다.
각 산업에 관한 다른 분류방법으로는 영국의 경제학자 콜린 클라크와 같이 제1차 산업·제2차 산업·제3차 산업으로 나누어 각각의 특성을 말하는 것도 가능하다. 클라크는 이를 가지고 산업발전과의 관계를 분석했다. 제1차 산업은 원시산업, 제2차 산업은 공업과 광업이 주가 되고 있으며, 제3차 산업은 금융업, 통신업, 관광업이며, 제4차 산업은 서비스업이다. 그는 이러한 산업분류에 의해서 각국의 통계를 세밀히 분석함으로써 경제가 발전함에 따라 노동인구가 제1차 산업 중심으로부터 제2차 산업 중심으로, 다시 제2차 산업 중심에서 제3차 산업 중심과 제4차 산업 중심으로 옮겨간다는 사실을 확인했다. 일반적 경향을 "농업보다는 제조업에 의하는 것이, 또한 제조업에 의하는 것보다는 상업에 의하는 것이 이익이 훨씬 많다"라고 한 페티(Sir William Petty)의 말을 인용, 이것을 페티의 법칙(Petty's law)이라고 하고 있다. 이 법칙은 일반적인 경향에 불과하며 각국이 갖는 자연적 조건 또는 역사적 특수성에 의해 차이를 이루게 되었으며 일반적으로 대한민국은 제2차 산업의 비중이 점차 낮아지고, 제3차 산업의 비중이 높아지는 특수성을 지니고 있다. 경제학 등의 학문에서는 클라크의 분류를 산업 분류의 기준으로 삼고 있다.
또 유사한 형식의 분류방법이지만, 채취산업(또는 추출산업), 제조산업(또는 가공산업), 서비스 산업(또는 용역산업)으로 나누는 방법도 있다. 이 방법은 광업을 공업 등과 함께 2차 산업으로 분류한 콜린 클라크의 방법과 달리, 농림수산업과 함께 채취산업으로 분류하였다는 특징이 있다.
경영관리상의 특성이라는 관점에서 흔히 경제학적으로 사용되는 분류로, 자본적 제약산업(資本的制約産業)과 인적 제약산업(人的制約産業)이라는 관점에 위에서 말한 분류방법을 가미할 수도 있다. 여러 나라의 정부는 산업 관련 정책을 위해 보다 세밀하게 산업을 분류하고 있는데, 대한민국의 경우 20개의 범주로 묶어 산업을 분류하고 있다. 상공부의 산업분류를 보면 대분류·중분류·소분류로 나뉘어 있는데, 일반적으로 업종별(業種別)이라고 하는 것은 중분류를 가리키는 것으로, 이것은 수십 종에 달하고 있다.

### 메이저 산업의 분류

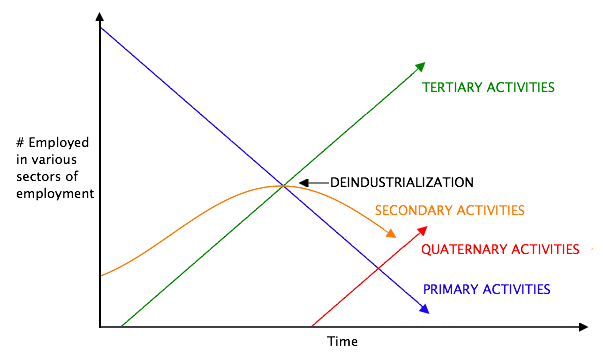
메이저의 경제 부문 모형

메이저 산업은 제1차 산업, 제2차 산업, 제3차 산업, 제4차 산업으로 분류하였다.

#### 1차 산업
1차 산업이란 자연으로부터 자원을 직접 채취하거나 생산 활동 과정이 자연 환경과 직접 연관된 산업을 1차 산업이라 한다. 1차 산업에는 농업, 축산업, 어업, 임업, 수산업 등이 있다.

#### 2차 산업
2차 산업이란 1차 산업에서 얻은 생산물과 천연자원을 가공하여 인간에게 필요한 재화나 에너지를 생산하는 산업을 말한다. 광업, 건설업, 전력업, 가스업, 수도업, 제조업, 수리업, 보수업, 광고업 등이 이에 속한다.

#### 3차 산업
3차 산업이란 1차 산업이나 2차 산업이 생산한 재화의 이동, 축적과 관련된 산업을 3차 산업이라 한다. 금융업, 보험업, 관광, 유통업, 도매업, 소매업, 외식 산업 등을 말한다.

#### 4차 산업
4차 산업이란 소비, 상품 판매 등의 서비스를 제공하는 산업을 4차 산업이라 한다. 정보, 문화, 의료 산업, 스포츠 산업, 연예업, 방송업 등을 말한다. 곧 서비스업이라고도 한다.

### 채취산업
채취산업(採取産業)이란 자연에 직접 노동을 가하여 자연물을 채취하는 사업으로, 추출산업(抽出産業, extractive industry)이라고도 한다. 수산업·광업을 비롯, 자갈·모래채취업 등이 그 대표적인 것이며, 부문적으로는 산림업·농업 등에도 채취산업적인 것이 있다. 인간의 생활은 원초적으로 자연에 의존해 있고, 욕망충족을 위해서는 그 유용물(有用物)을 우선 자연에서 채취하며, 자연에서 채취 내지 획득한 유용물을 그대로 소비하여 욕망을 충족하기도 하고 또는 여러 가지로 가공하여 소비한다. 이 여러 가지 가공단계가 소위 제조공업에 해당하는 것으로, 제2차 산업이라 하고, 채취산업은 제1차 산업 또는 원시산업의 부류에 넣는다. 채취산업의 특성은 ① 특정장소에는 채취할 것이 한정되어 있어 고갈에 대한 것을 고려해야 하며, 이런 점에서 ② 고정적인 공장경영보다 이동성이 많고, ③ 이 이동성은 수산업의 어장이나 광산업에서의 갱도변경처럼 작업장소가 점차로 이동하는 경우도 있고, 전경영체가 광산의 폐쇄 등으로 다른 장소를 구하여 이동하는 경우도 있으며, ④ 생산물이 장소 여건에 의존하기 때문에 공장경영에 비해 계획 생산에 어렵다는 난점이 있다. 따라서, ⑤ 비용은 반드시 보상된다고 할 수 없는 특성이 있다. 그리고, ⑥ 감가상각 방법도 공장경영처럼 정액(定額)·정률(定率)에 의해 계획적으로는 실시하지 못하고 생산액 비례법을 적용, 특수 감가상각방법인 감모공제제(減耗控除制：depletion allowance)를 실시해야 한다. 채취산업은 이상과 같은 여러 특성을 지니고 있으나, 일반산업과는 달리 중요한 원료를 공급하는 것임에도 그 경영이 불안정한 산업이며, 사기업(私企業) 형태 중에서도 운영이 가장 어려운 기업의 하나라 하겠다. 개별기업은 본래 기초가 불안정한 요소를 지니고 있는 것이므로, 창설 당시 가능한 대로 완전한 계획을 해야 한다. 그리고 창업 후엔 건전경영에 심혈을 기울여 빠른 시일 안에 투하자본을 회수하도록 노력하는 것이 중요하다. 특히 채취산업은 공장경영과는 달리 경영관리면에도 특수한 배려를 해야 한다. 즉, 작업 및 경영장소가 경영자와 상급관리자가 볼 수 없는 곳에 위치해 있고, 작업 진행이 빠르기 때문에 경영질서의 유지에 특별한 연구가 필요한 것이다. 그리고 작업용기구·비품·기계 등의 보존관리가 작업장의 산만으로 소홀한 경우가 많은데, 이에 대한 특별관리도 중요하다.

### 경영관리상의 특성에 따른 분류

#### 자본적 제약산업
자본적 제약산업(資本的制約産業)이란 그 산업을 창설하고 운영하는 데 있어 다른 산업에 비하여 많은 자본을 필요로 하는 산업을 말한다. 같은 다액자본(多額資本)이라 하더라도 소요자본의 전부를 말하는 것이 아니고, 그 중에서 비유동자산에 투하하는 비중이 높은 산업을 가리키는 것으로 설비산업(設備産業)이라고도 한다. 구체적으로는 보통 유동자산에 비하여 비유동자산의 비중이 높은 산업을 말한다. 자본적 제약산업은 다른 산업에 비해 다음과 같은 독특한 특성을 갖고 있다. 첫째로, 이 업종은 투하자본(投下資本)의 회수가 장기간을 요한다. 그렇기 때문에 다음에 말하는 인적 제약산업에 비하여 감가상각이 큰 비중을 차지한다. 둘째로는, 고정비(固定費)의 비중이 크기 때문에 경기변동에 대해 탄력성이 부족한 결점이 있다. 그 대신 설비보전비나 감가상각에 의한 자본회수를 무시하면 단기적 한계비(限界費, 또는 比例費)의 가치는 인적 제약산업에 비하여 낮기 때문에 일시적인 운영에는 비교적 수월하다. 셋째로는, 설비진부화(設備陳腐化)가 될 위험이 있다. 이것은 기술혁신을 강조하는 오늘날의 경영에 있어서 특히 주의해야 할 점이다. 넷째로는, 구체적인 경영관리상의 특색으로서 다음과 같은 것이 있다. ① 인적 제약산업에 비해 설비보전관리나 수선개량정책이 중요시된다. ② 원가관리에 있어서 중요시하고 있는 부문이나 수법이 인적 제약산업과 다르다. 미국을 비롯한 선진국에서의 원가관리는 본래 인적 제약산업인 기계산업의 전반적 경영관리에 있어 그 필요성이 통감되어 발달되어온 제도인 데 반해, 설비산업에서는 예산제도부문 정도에서 관리수법으로 그 중요성이 있다. ③ 1일 관리(daily control)의 의미나 포어먼(foreman：職長)에 의한 관리의 의미가 자본적 제약산업과 인적 제약산업과는 다르다. 직장에 의한 관리는 인적 제약산업에 더 효과가 있고 중요성이 있다. ④ 자본적 제약산업은 비용회수뿐만 아니라 투하자본의 회수 정책까지도 중요하기 때문에 투자정책이 보다 중요하다. ⑤ 일반적으로 기술혁신의 중요과제인 오토메이션(특히 process automation)의 문제는 설비산업이 중심으로 되어 있어 노동자가 감시노동자로 되는 경향이 있다.

#### 인적 제약산업
여기서 말하는 인적 제약산업(人的制約産業)이라는 것은 설비에 의해 프로세스적으로 작업을 진행하는 것이 아니라, 즉 설비에 웨이트(weight)가 있는 것이 아니라 사람이 작업노동의 중심으로 되어 있는 산업을 말한다. 따라서 원가 면에서는 노무비의 웨이트가 높고, 비용 면에서는 고정비의 비중보다도 변동비의 비중이 높다. 그러나 자본적 제약산업과 인적 제약산업을 이 설비의존도에 의해 구분하는 것도 엄밀한 기준이 있는 것이 아니고, 어느 정도 의존하느냐 하는 양상에 의한 구분일 뿐이다. 오늘날에는 전형적인 인적 제약산업이라고 일컬어오던 기계공업도 기계화와 메커니컬 오토메이션(mechanical automation)의 진보와 기술적 구성이 고도화됨에 따라 점차 설비의존도가 증가되어 어느 정도 장치공업화되고 있는 실정이다. 인적 제약산업과 자본적 제약산업의 구분은 어렵지만 두 타입의 산업에 대해 특징적으로 구분하는 것은 가능하다. 인적 제약산업과 자본적 제약산업의 다른 특색은 다음과 같다. 첫째, 인적 제약산업은 사람의 손에 의존도가 높으므로 자본적 제약산업에 비해 비교적 1인당 노동장비율이 적고, 둘째, 공정관리·작업관리·노무관리 등이 중요하고, 설비산업·장치공업에 비하여 이것들의 관리에 대한 각별한 노력과 연구가 필요하다. 셋째, 인적 제약산업은 가공·조립공업에 많으므로, 자본적 제약산업보다 재료로서 자재를 많이 소비하기 때문에 자재관리, 특히 외주관리에 철저해야 한다. 넷째, 인적 제약산업은 사람의 손에 그 의존도가 높은 산업이므로 예산통제는 물론, 특히 원가관리의 면을 중요시해야 한다. 다섯째, 장치가 자동적으로 가동되는 경우에 비해 작업자 개개의 모티베이션(motivation)이나 모럴·작업의욕이 중요시되기 때문에 장치공업에 비하여 작업단위 내지 원가단위 구분이 보다 세분화되어야 할 필요가 있으며, 자극도(incentive plan)의 유효성이 크다.

### 공장경영
공장경영(工場經營)이란 공장이라는 고정적인 작업장에서 집단적으로 작업이 이루어지는 종류의 경영체를 말하는 것으로, 고정경영(固定經營)이라고도 한다. 공장경영의 특색은 첫째로, 작업자가 일정한 조직적 질서에 따라 작업을 하기 때문에 관리하기가 쉽다는 점이다. 즉, 채취산업의 경우에 비해 관리가 용이하다고 할 수 있다. 둘째로, 날씨나 기후 등에 지장 없이 작업이 계속될 수 있다는 것이다. 채취산업은 주어진 자연 여건에 직접노동을 가하여 그것을 획득하고 추출(抽出), 또는 채취하는 것이기 때문에 당해 자원의 고갈을 걱정해야 하고, 고갈과 동시에 경영체는 중지되는 모험을 감안해야 하는 필연성을 가지고 있는데 반해 공장경영은 어떤 형태로든 원자재를 외부에서 입수하기 때문에 부단히 작업이 행해지고, 시장조건이 계속하는 한 중지되는 일은 없다. 셋째로, 공장경영은 분업에 의한 협업조직 형태로서, 하나의 부문이 서로 독립되어 자기완결적으로 제품을 만들며 각 부문은 서로 의존관계에 있어서 총체로서의 협동에 의해 목적을 달성한다는 점이다. 따라서 공장경영은 각 부문이 원료→반제품→제품이라는 과정의 흐름에 따라 위치를 결정, 각 공정에 관여하면서 협동하므로, 공장경영의 흐름작업은 용이하게 행해질 수 있도록 조건을 갖추어야 한다. 이와 같은 특성을 지닌 공장경영은 보통 제조공업이 주된 것이며, 광산경영의 경우 겸업부문인 제련소 등도 공장경영이라 할 수 있다. 또 상업·운수업에 있어서 서비스 경영의 보조 부문인 제조가공 또는 수리부문을 자신이 경영하는 경우도 부문적으로는 공장경영이라 할 수 있다. 넷째로, 공장경영은 공장부지로서 일정 면적의 토지를 필요로 하고, 이 토지는 영구자산이 되어 감가상각의 대상도 되지 않기 때문에 이에 대한 투하자본은 반영구적으로 고정되어 버린다. 또한 통상설비의 비중이 높고 또 설비에 대한 세(稅) 부담이 무겁기 때문에 이를 경영상 특수하게 배려해야 한다. 이것은 경영급부의 생산에 직접 드는 것이 아니고 말하자면 중성적인 비용이지만, 실질적인 제조원가의 부담이 되기 때문이다. 끝으로 공장경영은 앞서 말한 고정경영의 대표적인 것으로, 제품 내지 용역가치의 생산이 고정적인 특정 장소에서 행하여지기 때문에 일단 어떤 장소가 결정되면 쉽게 이동할 수 없다는 특징이 있다. 따라서 위치를 신중히 검토, 여러 가지 입지조건을 고려한 다음 결정해야 한다.

## 산업구조와 경영형태
산업구조가 경제발전에 따라 차이를 갖는 것은 생산력의 격차에서도 비롯되지만 그보다 소득수준의 향상과 수요구조의 변화에서 보다 밀접성을 갖는다고 보고 있다. 즉 소득이 향상되면 1차산업부문에 대한 수요는 절대적으로 늘어나지만, 상대적으로 감소하는 반면, 2차산업부문, 3차산업부문, 4차산업부문에 대한 수요가 늘고 그것은 동시에 노동인구의 변화로 나타나게 된다. 특히 소득수준이 높아질수록 서비스 생산부문에 대한 수요가 급격히 증가, 이에 따라 서비스산업은 높은 성장을 나타내게 마련이다. 호프만(Walther Hoffmann)은 산업을 소비재 생산부문(消費財生産部門)과 생산재 생산부문(生産財生産部門)으로 분류, 각국의 산업구조가 3가지 유형적 단계를 통해 고도화되는 역사적 경향을 통계학적으로 실증코자 했다. 그에 의하면 각국이 산업화 개시의 시기는 각각 다르지만, 산업화 과정에서의 구조는 점차적으로 생산재 생산부문이 전체 산업에서 차지하는 비중이 비교적 높아지는 경향이 있다는 것이다. 생산재 생산부문을 1이라고 하고 소비재 생산부문의 양을 상대적인 비율로 표시할 때, 산업화 제1단계에서는 소비재 생산부문 대 생산재 생산부문의 비율은 5±1：1로 된다. 제2단계에서는 이 비율이 2±1/2：1, 제3단계에서는 1±1/2：1로 변화하게 된다. 호프만의 산업발전단계에서 미국이 1880년, 일본이 1920년대에 각각 제 3단계에 돌입하였는데 공업화의 역사가 일천한 한국은 1970년을 전후하여 제3단계에 진입한 것으로 파악되고 있다. 그러나 수출입 의존도가 높고 대외차관형 구조가 심화되어 있는 한국경제의 구조적 특성상 이 이론의 원용은 무리가 있다고 하겠다. 한편 각각의 공업화 단계를 기술발달과 관련시켜 보면, 각 단계별로 포괄되는 공업제품 분야를 유형화할 수 있다. 즉, 제1단계에서는 소비재 공업인 식료품·섬유산업 등이 개발될 수 있으며, 제2단계에서는 제철·제강·전기 등의 산업이 개발되고 제3단계에서는 전자공업·화학공업·항공기 등의 개발이 가능하며, 생산재공업 비중이 50% 이상인 국가에서는 일반적으로 원자력·우주산업의 개발이 이루어지고 있다. 이를 경제적인 측면에서 보면 관련산업에서 일어나고 있는 독점화의 정도와 중소기업이 차지하는 비중과 관련된다. 산업이 발달되고 공업화가 진전되려면 필연적으로 자본의 유기적 구성이 고도화된 대규모의 기업을 출현시키고 소수의 대규모 기업에 의해 1차산업이 지배받게 된다. 그리고 중소기업은 이들 독점화된 기업과의 일정한 관계를 유지하게 마련이다. 따라서 경영적인 측면에서는 독점화의 정도가 산업구조의 변화를 나타내는 지표가 될 수 있다.

## 발전 정도

### 선진국
산업의 발달이 고도화되어 연간 일인당 국내총생산이 큰 나라를 선진국이라 한다.

### 개발도상국
산업의 발달이 급격히 진행되고 있는 나라를 개발도상국이라 한다.

## 산업의 라이프사이클
라이프 사이클은 산업에 있어서도 고찰되는 것으로, 국민경제의 성장률과의 관계에 의하여〔그림 2〕와 같이 ① 혁신산업 ② 발전산업, ③ 정체산업으로 대별된다.
산업추이(産業推移) 속에는 기업이 취해야 할 대책도 연구되며, 예컨대 혁신산업에 속하는 기업은 제품개발과 시장개발에 노력하지만, 발전의 종말에는 혁신산업으로 이전할 필요가 있다.
한편 상품의 라이프 사이클의 고찰에서는 상품의 성공요인을 충분히 파악하기 곤란하므로 고도화되고 복잡하게 되어 시장을 시스템적으로 고찰해야 한다.
시장은 (그림 3)과 같은 시스템에 의해 구성되어 있다. 그리고 이 시스템을 서브 시스템(sub-system) 등으로 분해해 가는 연구는 시스템을 제공하는 기업의 연구와 종합하여 새로운 상품을 제공하는 근원으로 삼을 수 있다.